# بيدرو ألفيس (لاعب كرة قدم برازيلي)
بيدرو ألفيس هو لاعب كرة قدم برازيلي، ولد في 6 يناير 1999 في فيتوريا في البرازيل.